# Masaaki Ōsawa
Masaaki Ōsawa ( 大 沢 正 明 Ōsawa Masaaki), nacido el 21 de enero de 1946 es el gobernador de la prefectura de Gunma en Japón. Fue elegido por primera vez en 2007 después de servir en la asamblea de la prefectura de Gunma.